# Zasłonak pachnący

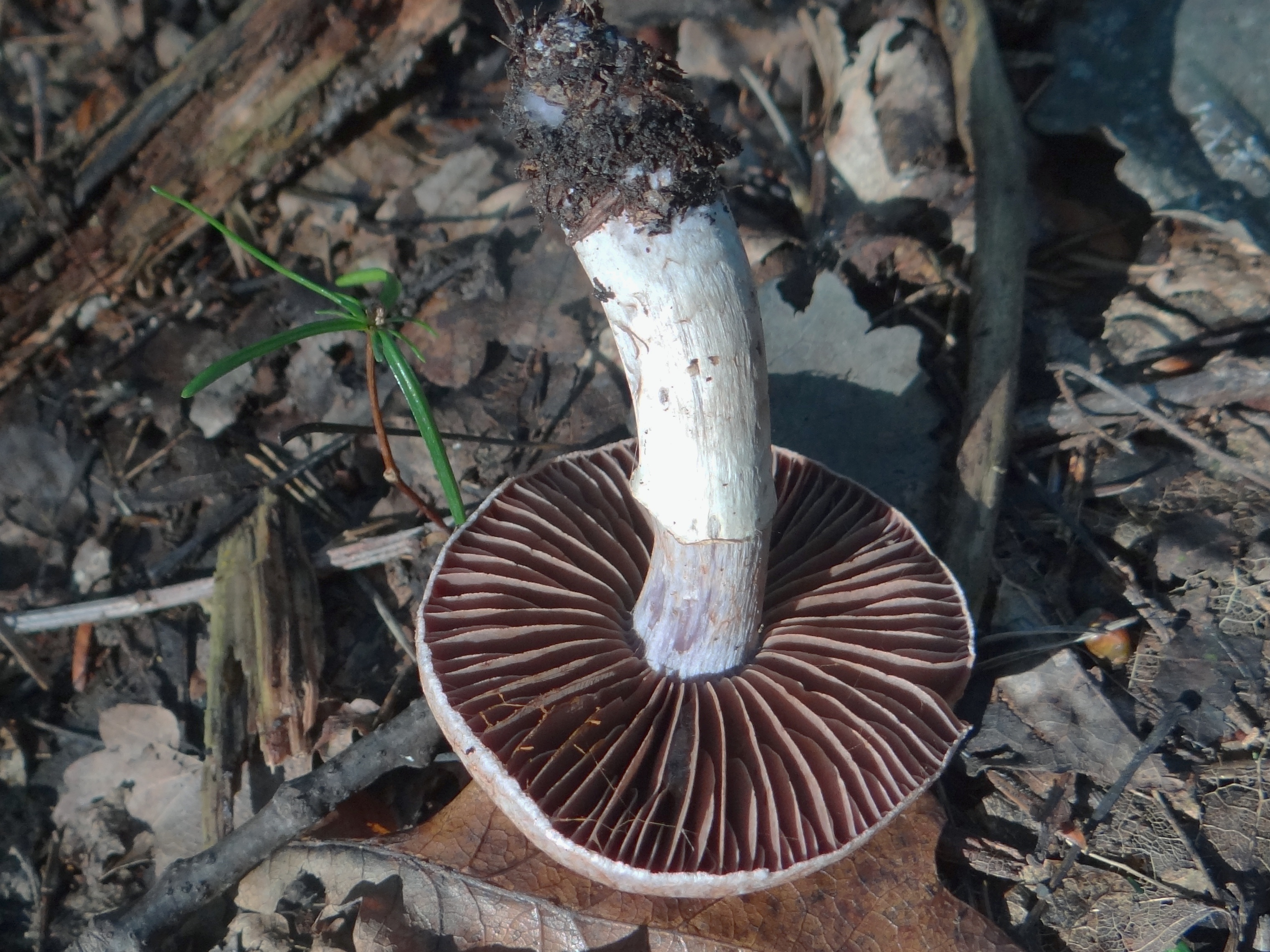

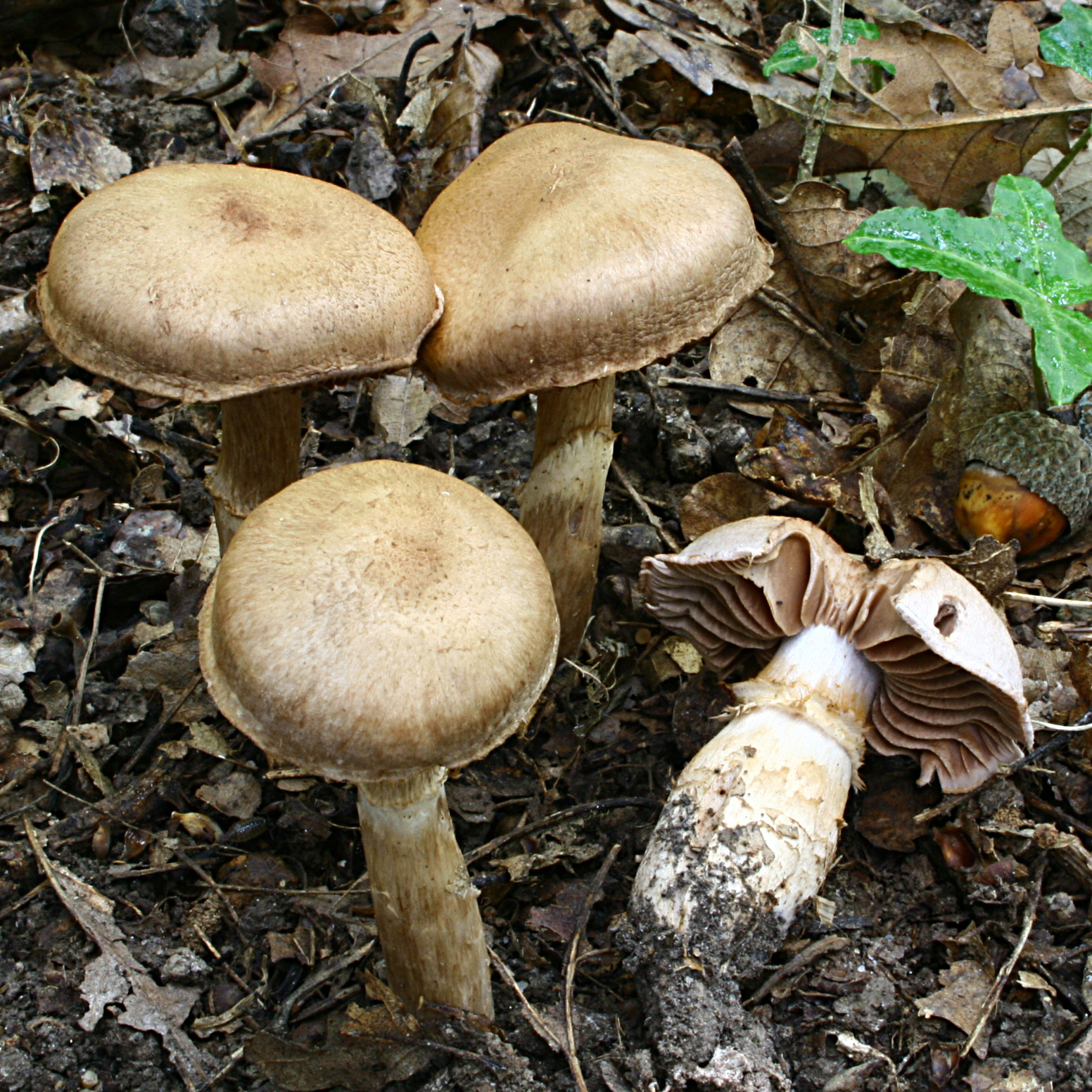

Zasłonak pachnący (Cortinarius torvus (Fr.) Fr.) – gatunek grzybów należący do rodziny zasłonakowatych (Cortinariaceae).

## Systematyka i nazewnictwo
Pozycja w klasyfikacji według Index Fungorum: Cortinarius, Cortinariaceae, Agaricales, Agaricomycetidae, Agaricomycetes, Agaricomycotina, Basidiomycota, Fungi.
Po raz pierwszy zdiagnozował go w 1818 r. Elias Fries, nadając mu nazwę Agaricus torvus. Ten sam autor w 1838 r. przeniósł go do rodzaju Cortinarius.
Synonimy:

- Agaricus torvus Bull., 1798
- Agaricus torvus Fr. 1818
- Cortinarius torvus f. obesipes Bidaud, Moënne-Locc. & Reumaux 1999
- Cortinarius torvus (Fr.) Fr. 1838 f. torvus
- Cortinarius torvus f. violaceoflagellatus Bidaud, Moënne-Locc. & Reumaux 2000
- Cortinarius torvus var. nobilis Peck 1902
- Cortinarius torvus (Fr.) Fr. 1838 var. torvus
- Hydrocybe torva (Bull.) M.M. Moser 1953
- Telamonia torva (Fr.) Wünsche 1877

Nazwę polską nadał Andrzej Nespiak w 1981 r., Stanisław Chełchowski w 1898 r. opisywał ten gatunek jako zasłonak ponury.

## Morfologia
Kapelusz
Średnica 4–10 cm, początkowo półkuliście łukowaty, potem płaskowypukły, w końcu rozpostarty. Powierzchnia matowa, pokryta powrastanymi promieniście włókienkami, u młodych owocników brudnojasnofioletowa, potem brązowa, w końcu kasztanowobrązowa, czasami z fioletowym odcieniem. Nie jest higrofaniczny.
Blaszki
Szeroko przyrośnięte, bardzo rzadkie, brzuchate, początkowo o barwie od fioletowej do różowofioletowej, potem brązowofioletowe, na koniec cynamonowobrązowe.
Trzon
Wysokość 5–10 cm, grubość 1–2 cm, maczugowaty, zwykle w połowie zwężony, pełny, początkowo brudnoochrowy, potem brązowawy. Charakterystyczną cechą jest białawy, odstający do góry pierścień. Powyżej pierścienia trzon jest fioletowawy, pokryty białawą, zanikającą zasnówką.
Miąższ grzyba
Początkowo białawy, potem różowofioletowy, w końcu brązowofioletowy lub brudnobrązowy. Posiada charakterystyczny zapach kamfory i nieprzyjemny smak.
Cechy mikroskopowe
Zarodniki 8–11,5 × 4,5–6 μm, elipsoidalne ze zwężonym końcem, słabo do umiarkowanie brodawkowane. Brak cheilocystyd i pleurocystyd, ale na blaszkach występują maczugowate komórki oddzielające podstawki. Skórka zbudowana z komórek hialinowych lub brązowawych, miejscami inkrustowanych. Wysyp zarodników rdzawobrunatny.
Gatunki podobne
Zasłonak brązowordzawy (Cortinarius evernius). Ma higrofaniczny kapelusz, zwężony przy podstawie trzon i nie posiada odstającego pierścienia.

## Występowanie i siedlisko
Występuje w Ameryce Północnej, Europie i Korei. W Europie jest szeroko rozprzestrzeniony; występuje od Hiszpanii poprzez Anglię po północne wybrzeża Półwyspu Skandynawskiego. Również w Ameryce Północnej jest dość szeroko rozprzestrzeniony. W piśmiennictwie naukowym na terenie Polski podano dość liczne stanowiska.
Grzyb mykoryzowy. Jest niejadalny. Rośnie na ziemi w lasach liściastych, zwłaszcza pod bukami i dębami, ale czasami także w lasach iglastych. Owocniki tworzy od sierpnia do listopada.